# Чуличков, Алексей Иванович
Алексей Иванович Чуличков — российский математик, профессор МГУ, доктор физико-математических наук (1994).
Родился 26 июня 1954 года в г. Печора Коми АССР.
Окончил физический факультет МГУ им. М. В. Ломоносова (1978). В 1978—1980 гг. аспирант Института физики высоких энергий (Протвино).
С 1980 г. в МГУ им. М. В. Ломоносова: младший научный сотрудник, научный сотрудник, старший научный сотрудник, ведущий научный сотрудник, с 1994 г. — профессор кафедры математического моделирования и информатики. С 1.01.2018 исполняющий обязанности, с января 2020 г. заведующий кафедрой.
В 1983 г. защитил кандидатскую, в 1993 г. — докторскую диссертации. В 2000 г. утверждён в звании профессора.
Научные интересы: анализ и интерпретация данных, математическое моделирование, теория вероятностей, теория возможностей, математическая статистика, анализ изображений.
Разработал и в разное время читал курсы лекций «Математическая статистика», «Функциональный анализ», «Экстремальные задачи», «Морфологический анализ изображений», «Математические модели нелинейной динамики»; «Теория измерительно-вычислительных систем», «Случайные и нечеткие процессы», «Случайные процессы и их приложения в физике», «Методы проверки адекватности математических моделей измерений», «Современные проблемы физики», «Введение в математические методы интерпретации физического эксперимента» — для студентов, а также спецкурсы «Математическое моделирование как информационная технология» и «Математические модели измерительно-вычислительных систем» для аспирантов физического факультета.

### Научно-популярные
- Прибор+ЭВМ — новые возможности / Ю. П. Пытьев, А. И. Чуличков. — Москва : Знание, 1983. — 64 с. : ил.; 20 см. — (Новое в жизни, науке, технике).
- ЭВМ анализирует форму изображения / Ю. П. Пытьев, А. И. Чуличков. — Москва : Знание, 1988. — 45,[1] с. : ил.; 24 см. — (Новое в жизни, науке, технике. Математика, кибернетика; 5/1988).